# IEC 60364
IEC 60364は建築電気設備に関するIEC規格である。構成は英語版記事の通り。
日本においては、翻訳JISがJIS C 0364(改定にあわせてJIS C 60364に移行中)シリーズとして制定されている。
IEC 60364の適用範囲は、公称電圧交流1000V以下、直流1500V以下と規定されているが、日本国内では電気設備技術基準の解釈第272条第1項により、低圧の需要設備に限り、同第3条から第271条の規定に変わり、IEC 60364で施設することができるとされている。ただし、同項ただし書きに電気事業者と直接に接続する場合、接地方式を同一にするよう定められており、このばあいは、事実上TT接地方式に限られることになる。
同条第2項では、第3条から第271条の規定との混用が禁じられている。
同条第3項では、IEC 60364の規定にかかわらず、IECに相当規格のない、配線用遮断器、漏電遮断器、CVケーブルについては、電安法適合品、JIS規格品の使用を認めている。
なお同条では、適用可能規格を制定年も含めて指定しており注意が必要である。
実務上の指針として、「IEC 60364 建築電気設備 設計・施工ガイド 電気設備の国際化のために」(ISBN 4-9902110-0-6)が出されている。